# 박대해
박대해(朴大海, 1943년 10월 25일 ~ 울산)는 대한민국의 정치인이다. 민선 1·2·3대 연제구청장을 역임하였다. 구청장 시절 온천천 복원 운동으로 구민들에게 눈길을 끌어 대한민국 제18대 총선에서 부산 연제구 선거구에 친박연대 후보로 출마해 당선되었다.

## 약력

### 출신 학교
- 울산 농소국민학교 졸업
- 개성중학교 졸업
- 부산상업고등학교 졸업
- 부산대학교 상과대학 상학과 졸업

### 경력
- 한나라당 대선경선후보 박근혜 선대위 연제구 본부장
- 현. 새마을운동 중앙회 정책자문위원
- 현. 연제문화원 고문
- 초대 부산광역시의회 의원
- 통일민주당 창당 발기인
- 통일민주당 국회 총무실 행정부실장
- 민주자유당 동래구을(연제) 지구당 사무국장
- 부산광역시 문예진흥위원
- 한나라당 연제구지구당 부위원장, 중앙위원
- 부산광역시 연제구체육회 회장
- 부산광역시 연제구방위협의회 의장
- 연제구 청년연합회 고문
- 제2대 ~ 제4대(3선) 부산광역시 연제구청장(1995년 7월 ~ 2006년 4월, 한나라당)
- 2002 아시안게임 부산유치추진위 상임기획위원
- 현. 부산대학교 총동문회 부회장

## 역대 선거 결과
|  | 54.60% |

|  | 72.73% |

|  | 80.26% |

|  | 53.50% |

|  | 44.65% |

## 소속 정당
| 소속 정당 | 소속 정당  | 소속 기간 | 비고                |
| --------- | ---------- | --------- | ------------------- |
|           | 통일민주당 | 1987~1990 | 창당 정계 입문      |
|           | 민주자유당 | 1990~1995 | 합당                |
|           | 신한국당   | 1995~1997 | 당명 변경           |
|           | 한나라당   | 1997~2002 | 합당                |
|           | 무소속     | 2002      | 탈당                |
|           | 한나라당   | 2002~2008 | 복당                |
|           | 무소속     | 2008      | 탈당                |
|           | 친박연대   | 2008      | 입당                |
|           | 무소속     | 2008      | 탈당                |
|           | 한나라당   | 2008~2012 | 복당                |
|           | 새누리당   | 2012~2017 | 당명 변경 정계 은퇴 |
|           | 자유한국당 | 2017~2020 | 당명 변경           |
|           | 미래통합당 | 2020      | 합당                |
|           | 국민의힘   | 2020~현재 | 당명 변경           |

## 같이 보기
- 연제구 (선거구)
- 부산 연제구의 국회의원
- 연제구청장